# Brauerei Unertl
Die Brauerei Unertl war eine Weißbierbrauerei in Mühldorf am Inn.

## Geschichte
1929 gründeten Philomena und Alois Unertl eine Brauerei. Sie spezialisierten die Brauerei von Anfang an auf die Herstellung von Weißbier. Zuletzt wurde die Brauerei in fünfter Generation als Familienunternehmen geführt. Die Familie kann auf über 100 Jahre Brauerfahrung zurückblicken, da der Firmengründer schon vor dem Ersten Weltkrieg bei Paulaner in München als Brauer arbeitete. 1948 spaltete sich die Familientradition der Brauerei, ein Sohn des Gründerpaares ging nach Haag in Oberbayern und gründete dort die Unertl-Weißbier-Brauerei. Der Ausstoß der Brauerei Unertl betrug 14.000 Hektoliter pro Jahr, zuletzt noch 8.000 Hektoliter pro Jahr. Zum März 2021 wurde der Braubetrieb eingestellt. Das Bier unter der Marke Unertl wurde seither bei der Brauerei Aldersbach gebraut. Bereits 2017 wurde das Areal der Brauerei an eine Wohnbaugesellschaft aus Landshut verkauft.
Ein Rechtsstreit mit der Unertl-Weißbier-Brauerei beendete zum 31. Dezember 2024 die Nutzungsrechte am Namen Unertl. Weder der Name Unertl noch das Logo können daher zukünftig noch von der Brauerei Aldersbach benutzt werden.

## Brauverfahren
Alle Biersorten der Brauerei wurden in der Flasche nachgegärt. Sie wurden weder stabilisiert, noch pasteurisiert, noch ultrakurzzeiterhitzt und auch nicht filtriert. Das Brauwasser stammte aus einem hundert Meter tiefen artesischen Brunnen und wurde nach der Methode von Viktor Schauberger verwirbelt. Nachts wurden die Hefekulturen mit klassischer Musik beschallt.
Bei der Brauerei Aldersbach wird unter dem Namen Wolfgangs Weissbier die Rezeptur des Weißbiers weiterverwendet.

## Auszeichnungen
2010 erhielten zwei Biere der Brauerei die Silbermedaille beim World Beer Cup in Chicago, mehrfach wurden die Biere mit den European Beer Star ausgezeichnet.

## Produkte
Die Produktpalette umfasste die Biersorten BIO Weisse mit Dinkel, BIO Weisse alkoholfrei, Mühldorfer Weisse, Leichte Weisse, Gourmet Weisse, Franz Xaver Weisse, Oberland Weisse und FITAMINN. Abgefüllt wurde ausschließlich in Kronkorkenflaschen. 2018 kam die untergärige Biersorte „Urertl“ dazu. Dazu müsste Braumeister Nikolaus Starkmeth, der extra für dieses Projekt engagiert wurde, einige Veränderungen an der Brauerei vornehmen, die ursprünglich ausschließlich für obergärige Biere konzipiert war.

## Sonstiges
Die Brauerei war Mitglied im Brauring, einer Kooperationsgesellschaft privater Brauereien aus Deutschland, Österreich und der Schweiz.